# Tuyệt chủng trong tự nhiên

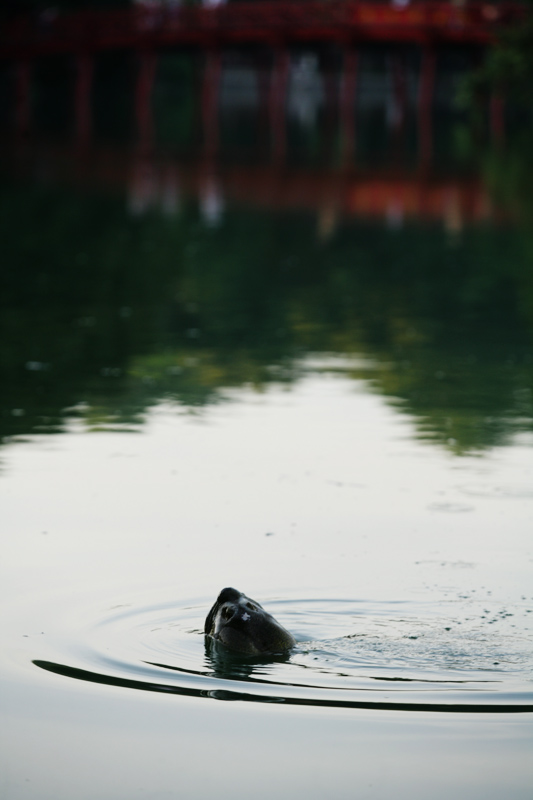
Rùa Hồ Gươm (Rafetus leloii) là một ví dụ cho loài tuyệt chủng trong tự nhiên.

Tuyệt chủng trong tự nhiên (Extinct in the Wild, EW) hoặc tuyệt chủng ngoài thiên nhiên, tuyệt chủng trong môi trường hoang dã là một trạng thái bảo tồn của sinh vật được quy định trong Sách đỏ IUCN. Một loài hoặc dưới loài bị coi là tuyệt chủng trong tự nhiên khi không ghi nhận được cá thể nào qua các cuộc khảo sát kỹ lưỡng ở sinh cảnh đã biết và hoặc sinh cảnh dự đoán, vào những thời gian thích hợp (theo ngày, mùa năm) xuyên suốt vùng phân bố lịch sử của loài. Các khảo sát nên vượt khung thời gian thích hợp cho vòng sống và dạng sống của đơn vị phân loại đó. Các cá thể của loài này có thể chỉ còn được tìm thấy với số lượng rất ít trong sinh cảnh nhân tạo và phụ thuộc hoàn toàn vào chăm sóc của con người (còn tồn tại rất ít trong môi trường nuôi nhốt).
Các loài đã tuyệt chủng trong tự nhiên có thể kể đến: bạch dương szaferi của Ba Lan, côca echinodendron của Cuba, đại kích mayurnathanii ở Ấn Độ, xoài casturi và xoài rubropetala ở Indonesia, bàng acuminata ở Brasil, cá Stenodus leucichthys...Hổ Hoa Nam

## Hình ảnh
Một số loài bị xem là tuyệt chủng trong thiên nhiên:

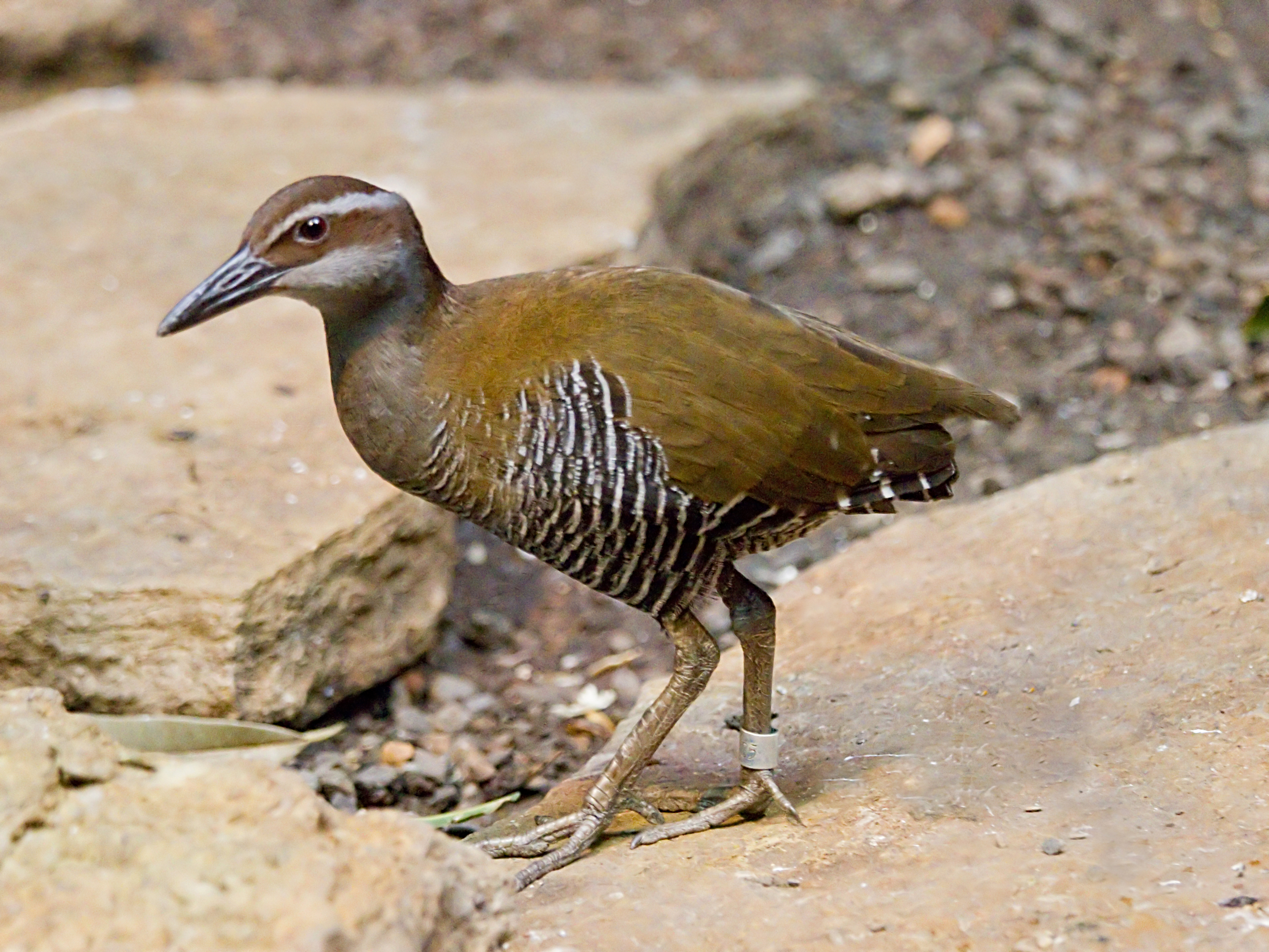
Chim Gallirallus owstoni
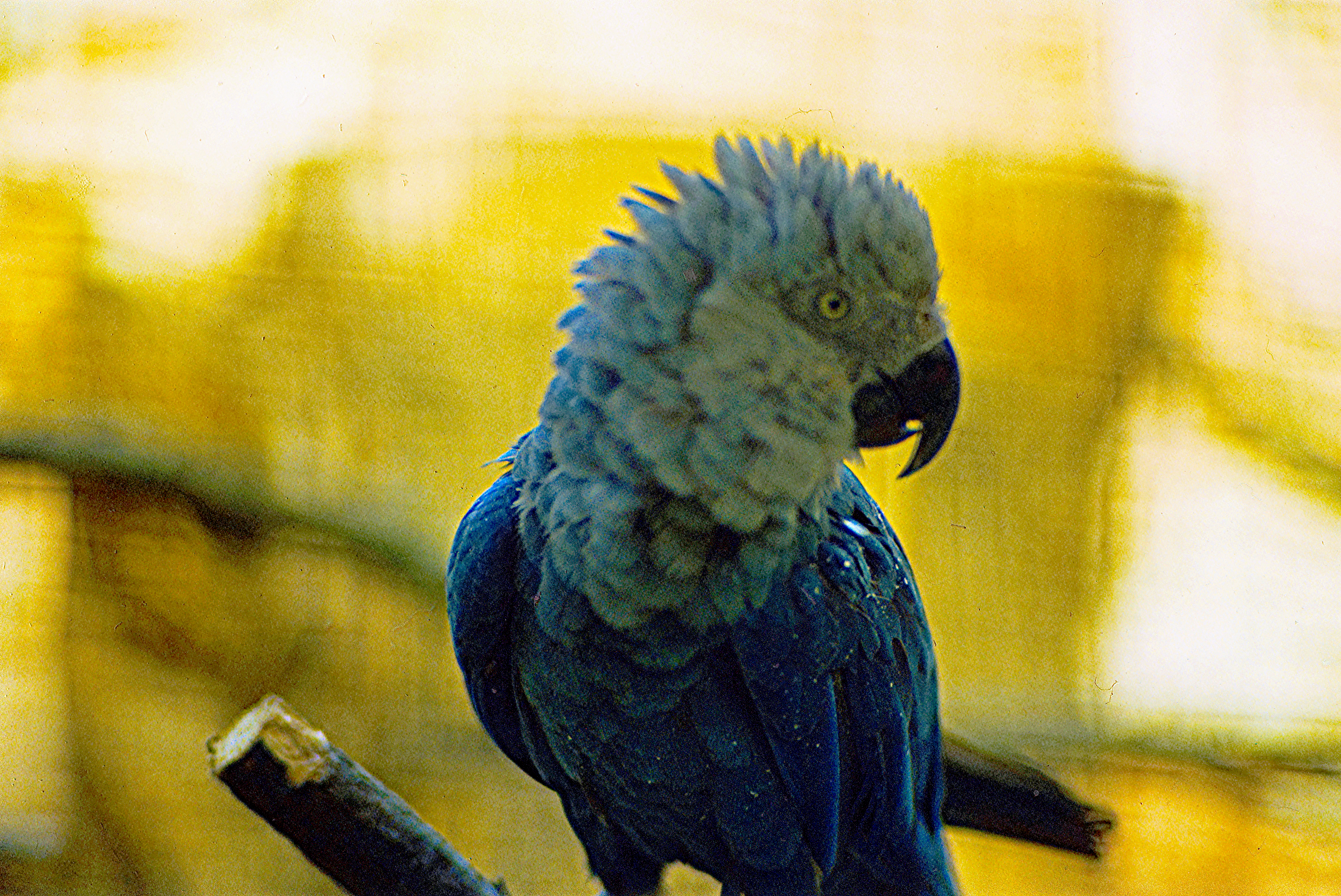
Vẹt đuôi dài xanh
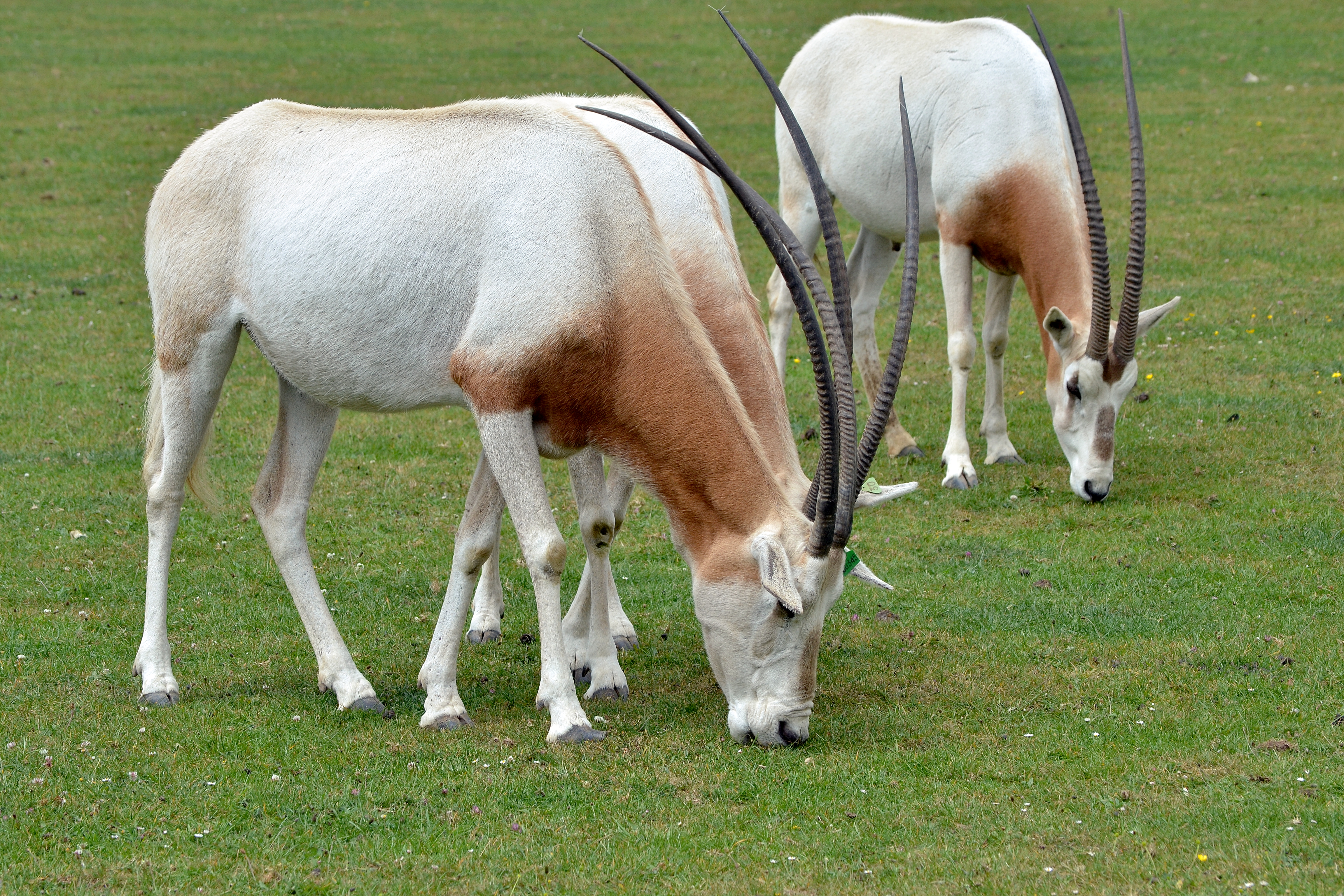
Linh dương sừng kiếm
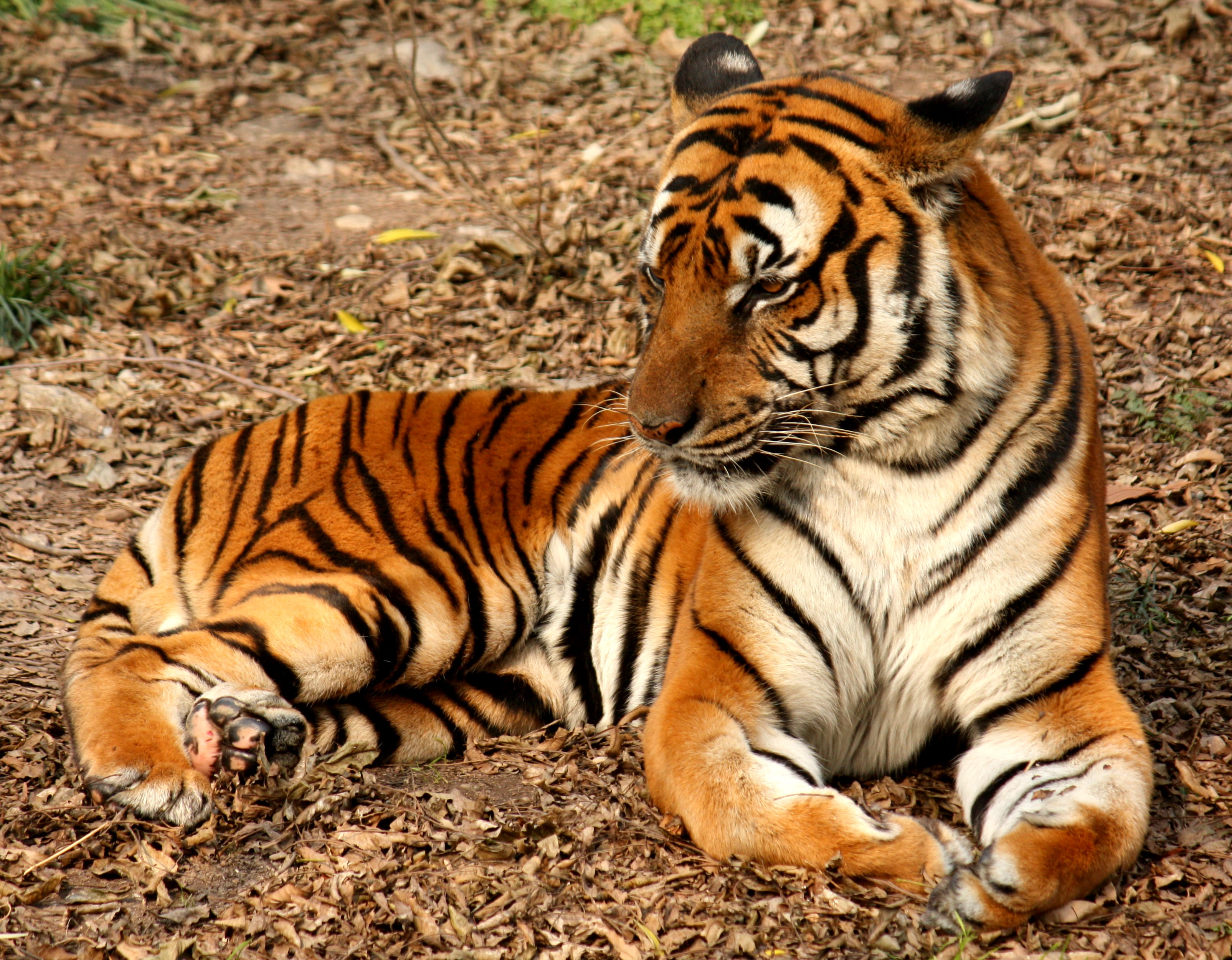
Hổ Hoa Nam
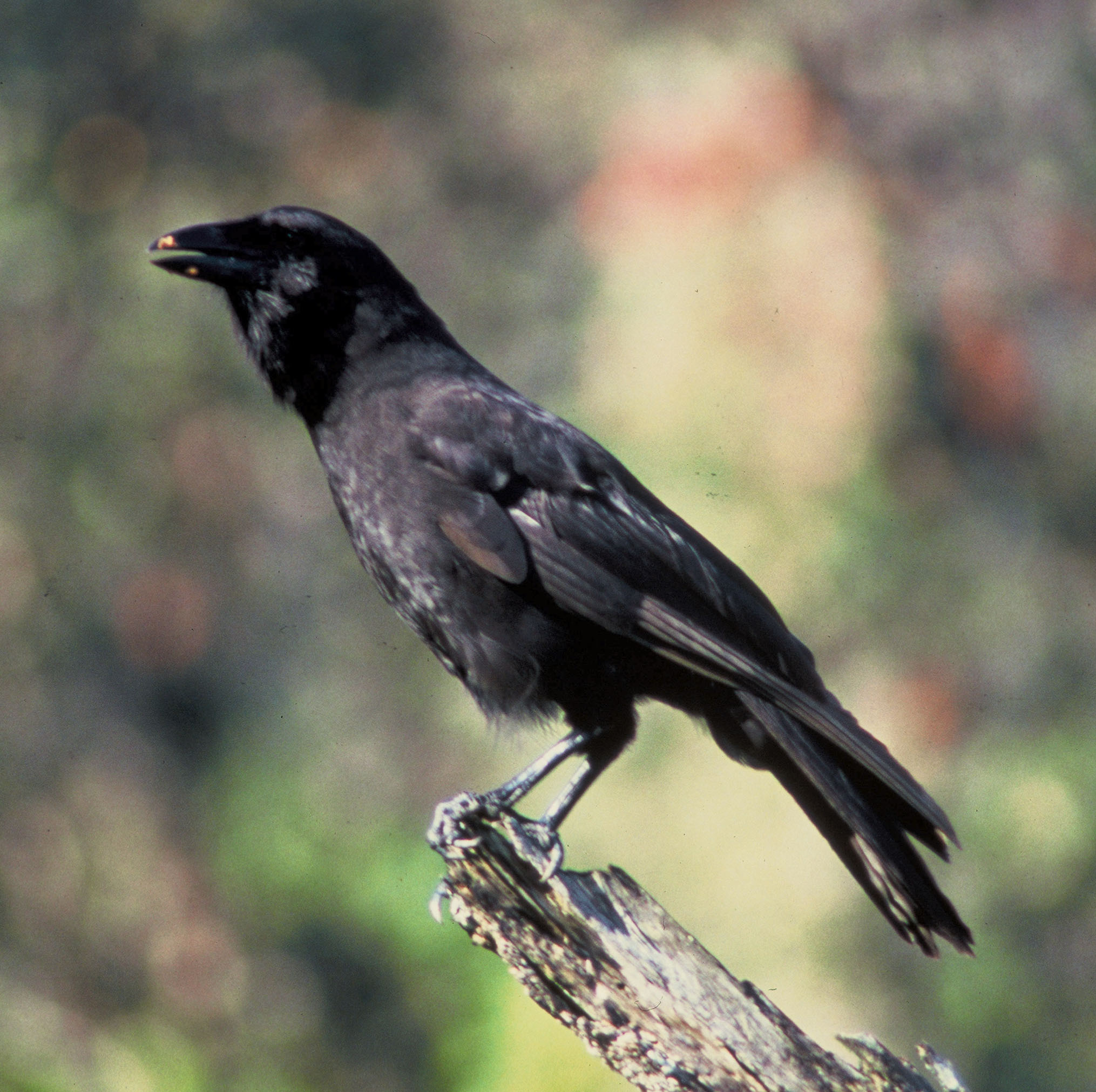
Quạ Hawaii
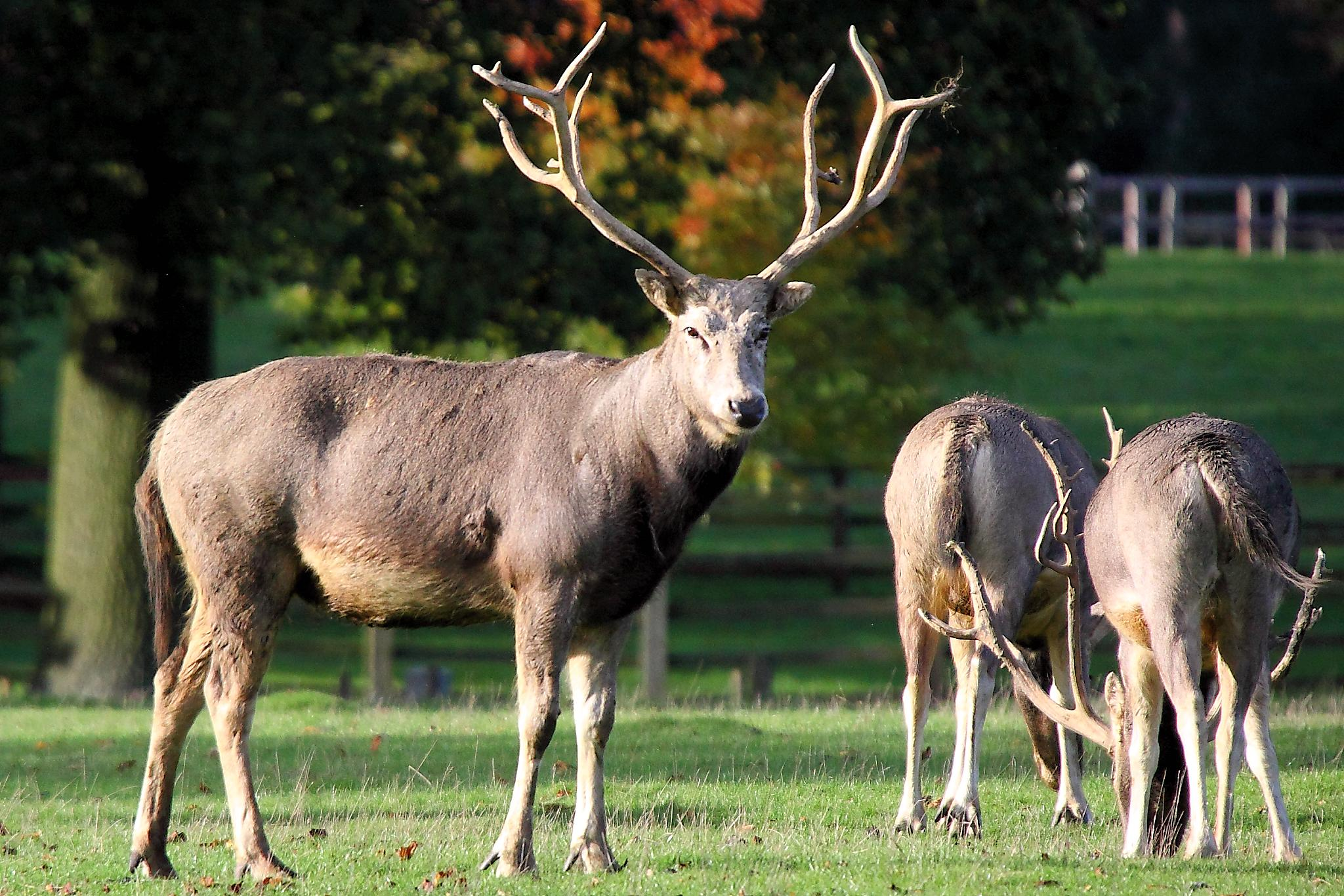
Hươu Père David
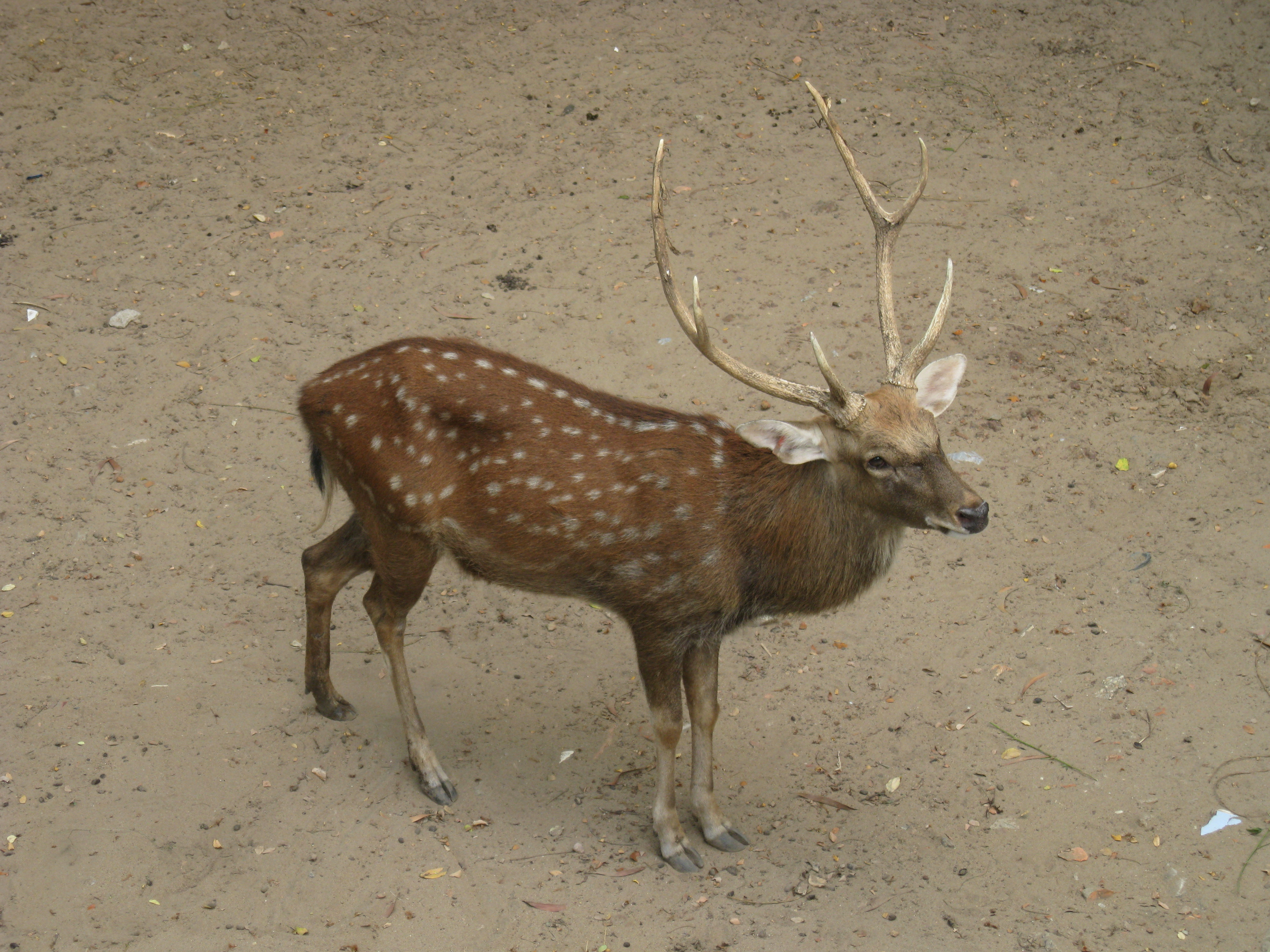
Hươu sao Việt Nam
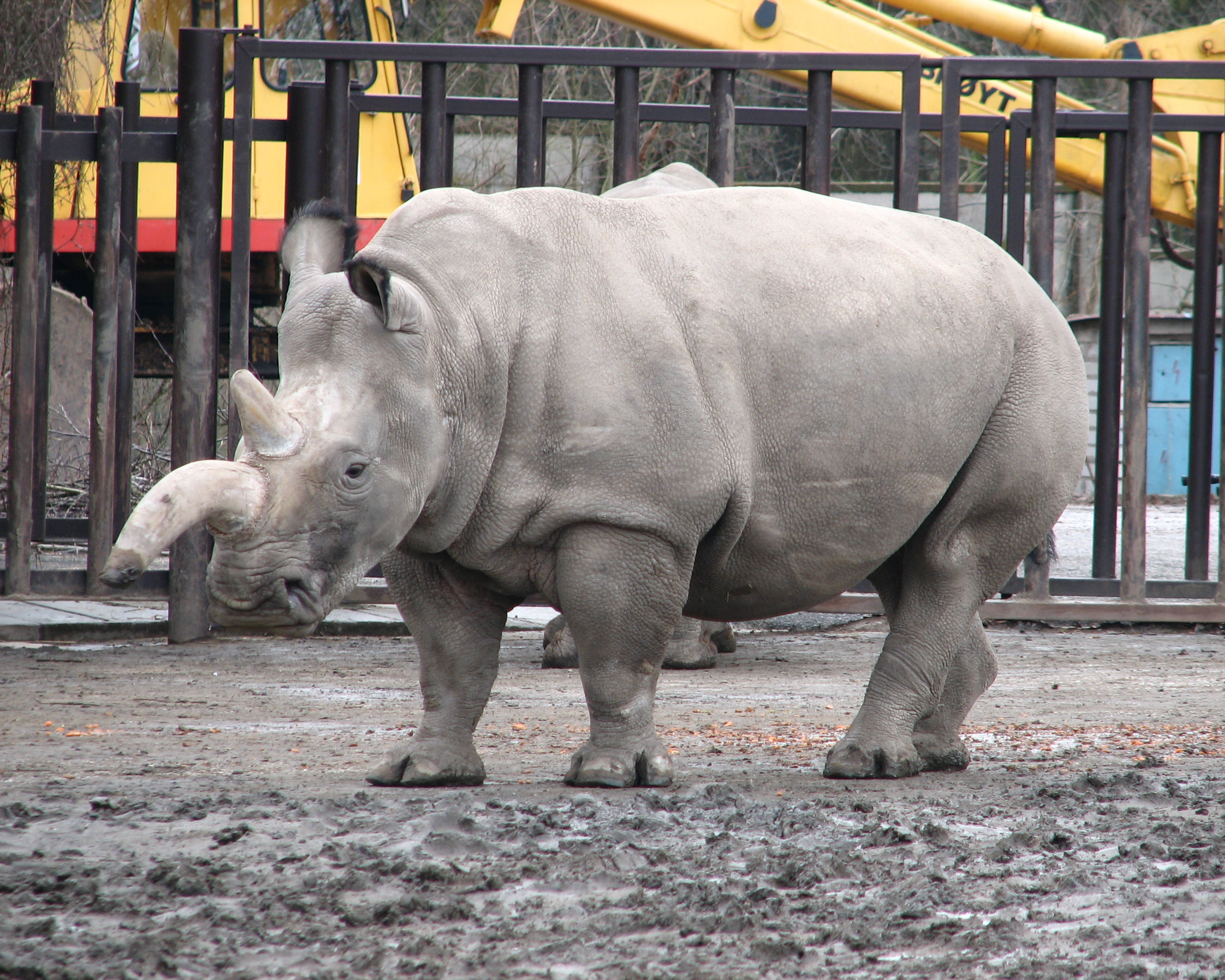
Tê giác trắng phương Bắc
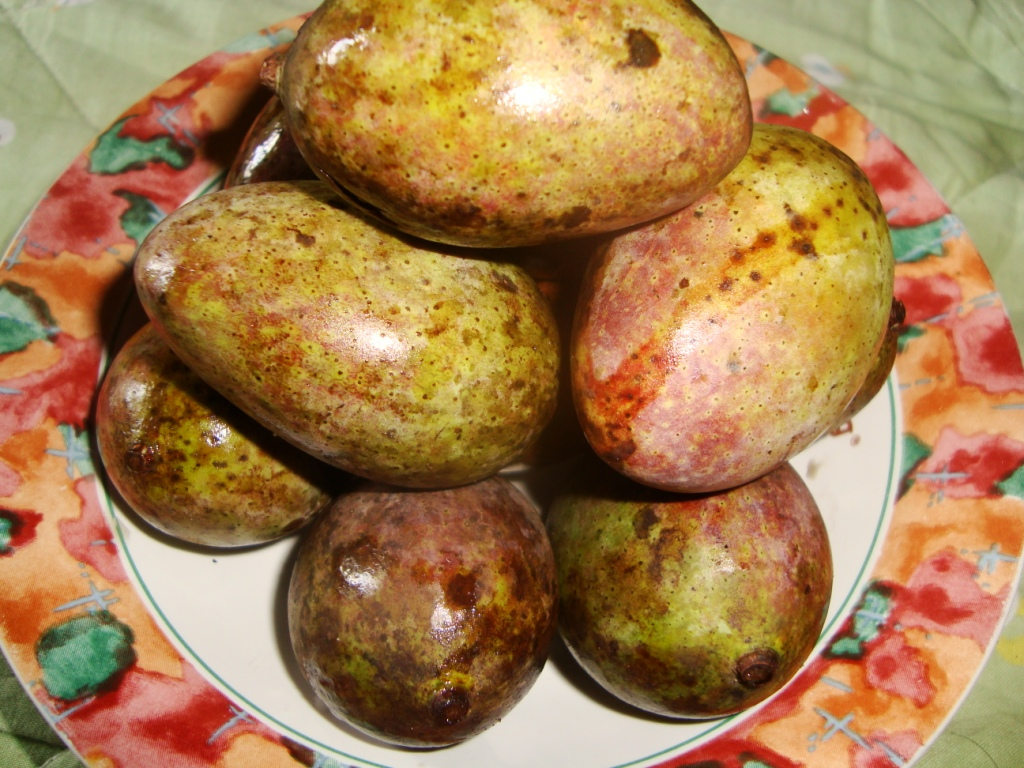
Xoài casturi
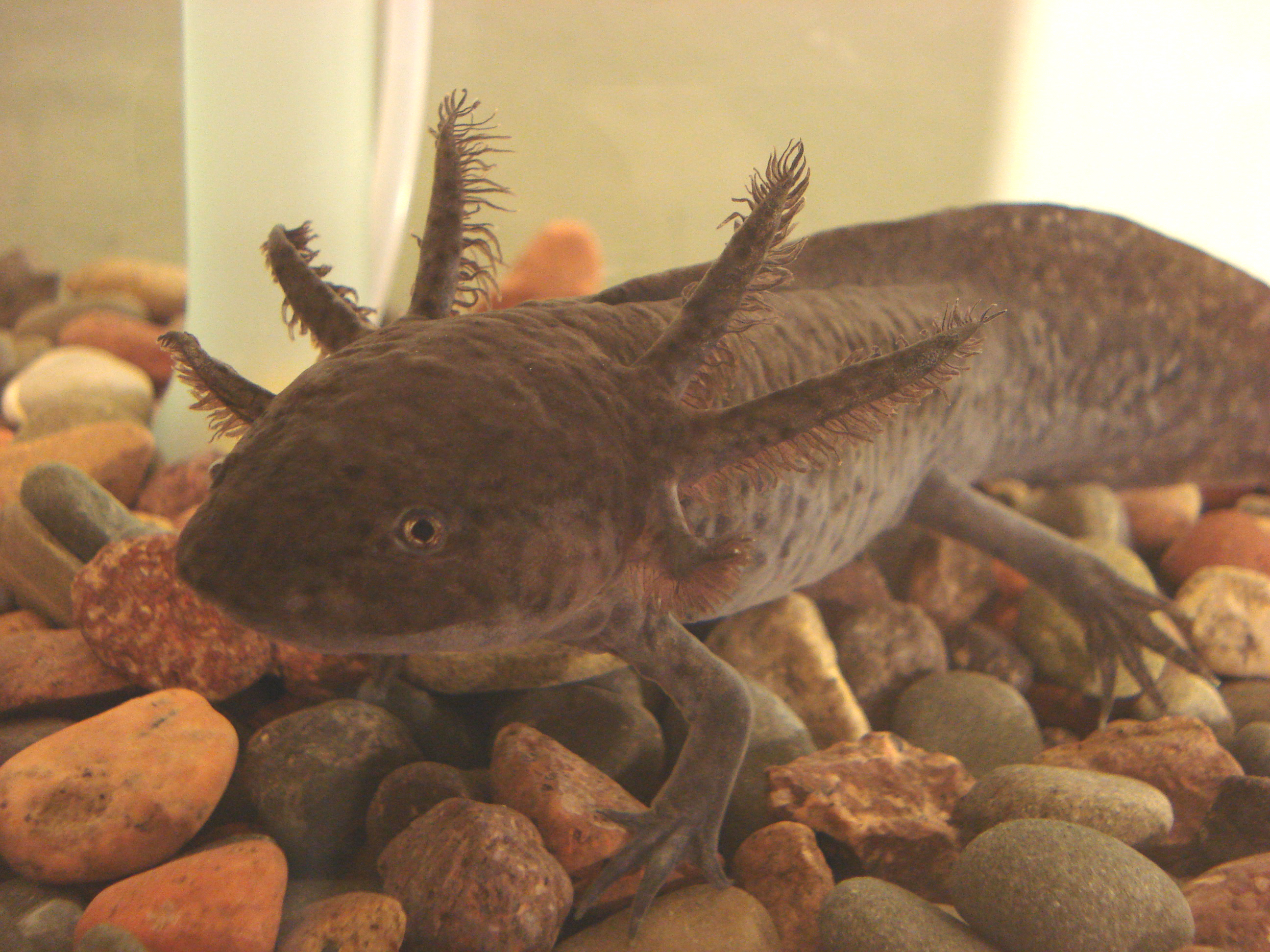
Kỳ giông Mexico (bị nghi ngờ là đã tuyệt chủng trong tự nhiên từ năm 2014)